# 1984 – A kettétört olimpia
Az 1984 – A kettétört olimpia egy sporttörténelmi témájú könyv az 1984-es Los Angeles-i olimpia bojkottjának történelmi hátteréről, magyar vonatkozásairól, s a döntésben érintett sportolókra gyakorolt hatásáról. A könyv 2014-ben, a történtek harmincadik évfordulóján jelent meg. Szerzője Radványi Benedek. A szerző 2015 júliusában nívódíjat vehetett át, miután a Magyar Sportújságírók Szövetségének pályázatán könyv kategóriában ez a mű érdemelte ki az elismerést.
 Egy könyv a hatalom arcáról, az évtizedekig eltitkolt tényekről, a szétszakított álmokról és a bennrekedt könnyekről.
Az 1984 – A kettétört olimpia jelentősége abban áll, hogy a bojkott óta eltelt 30 évben először tárja fel az akkori okokat és részletesen tárgyalja a döntésig elvezető utat; miközben bemutatja a emberi, sportemberi drámáját.
A könyv megírásakor a szerző több mint száz sportolót és sportvezetőt keresett és szólaltatott meg; közülük tizeneggyel nagyinterjú is szerepel a könyv Vallomások, interjúk című fejezetében. A kötetben titkos akták, korhű dokumentumok is megtalálhatók, a nemzetközi folyamatok vizsgálatán túl kiemelt szerepet kap benne a magyar döntés okainak taglalása. Kádár János, az ország akkori első emberének könnyeire, a korábban olimpiai bajnoki címet szerzett, a történések idején sportvezető, később magyar köztársasági elnök Schmitt Pál szerepére is fény derül, valamint arra is, miként történhetett meg, hogy a szovjet blokk bojkottja ellenére Románia ott lehetett Los Angelesben. A visszaemlékezők saját történeteiket elevenítik fel.
A könyv 2014-es megjelenését megelőzően ilyen részletességgel és alapossággal még senki sem foglalkozott a témával, s mivel nemcsak a magyar, hanem a nemzetközi döntés hátterét is eredeti (például moszkvai) dokumentumok alapján vizsgálja, a könyv jelentősége a nemzetközi olimpiatörténeti kutatásban is kiemelkedőnek mondható.[forrás?]

## A könyv tartalma
Volt, aki sírt, más felöltözött és hazament, én leütöttem egy radiátort a helyéről, szét is repedt tőle a kezem. Nagy volt a tét, és ezzel véglegesen szembesülni szörnyű volt” (Gáspár Tamás, birkózó)
A könyv Borkai Zsoltnak, a Magyar Olimpiai Bizottság elnökének köszöntője után egy percről-percre stílusban megírt bevezetővel kezdődik, amelyben az 1984. május 16-án, a végleges hazai döntés meghozatalának és kihirdetésének napján történtek olvashatók röviden.

### 1. fejezet: Út a döntésig
A korábbi olimpiák bojkott-történetének taglalása után az 1984-es események nemzetközi, valamint hazai okai, aktái, és a visszaemlékezők nyilatkozatai találhatók meg ebben a fejezetben.

### 2. fejezet: Amibe beleremegtek a Népstadion falai
Részletesen olvasható, hogy pontosan mi történt az 1984. május 16-i MOB-ülésen, miért csak egyvalaki volt, aki nem szavazott igennel, miért szólalt itt fel Magyar Zoltán, s ezt követően ki hogyan tudta meg a hírt. Emellett Schmitt Pállal, a MOB akkori főtitkárával egy tizenkét oldalas interjú is található itt (a későbbi köztársasági elnök nem volt jelen az ülésen, ennek okai is szóba kerülnek).

### 3. fejezet: Sokkolt sportolók – megtört életutak
A sportolók, a társadalom és a sajtó reakciói, ellenállási kísérletek, tiltakozások.

### 4. fejezet: Románok és „légiós” magyarok Los Angelesben
Románia Los Angeles-i részvételének okai. Portréinterjú az olimpia legeredményesebb versenyzőjével, a magyar anyanyelvű, de román színekben versenyzett Szabó Katalinnal. Laurencz László és Szepesi László is megszólal, akik edzőként részt vettek az olimpián.

### 5. fejezet: Vallomások, interjúk
Tizenegy mélyinterjú a Los Angeles-i szereplés hiányára és személyes következményeire alapozva, de teljes pályaívüket is bemutatva. Interjúalanyok: Stefanek Gertrúd (vívó), Guczoghy György (tornász), Gódorné Nagy Marianna (kézilabdázó), Fábián László (öttusázó), Csapó Gábor (vízilabdázó), Kiss Lenke (kosárlabdázó), Szalma László (távolugró), Sarusi Kis János (kenus), Bartalos Béla (kézilabdázó), Gáspár Tamás (birkózó), Nagysolymosi Sándor (cselgáncsozó).

### 6. fejezet: A „vörös olimpia” keservei
A magyar sportolók az olimpia helyett a szocialista blokk számára rendezett Barátság versenyekhez való viszonya. A fejezetben sportágról sportágra veszi sorra a szerző a magyar szereplést a Barátság versenyeken, a sportolói visszaemlékezések, valamint az egykori kordokumentumok, újságcikkek, jegyzőkönyvek alapján.
A Rehabilitáció vagy bocsánatkérés? című összeállításban a sportolók mondják el, kaptak-e erkölcsi, illetve anyagi kárpótlást azért, mert nem jutottak ki az olimpiára.

### Függelék
- Akik lemaradtak Los Angelesről: sportágról sportágra 251 sportoló, sportvezető neve szerepel a listában.
- Kronológia: a szerző itt 1970. május 12-étől egészen 1985. március 10-éig számba veszi az 1984-es olimpiai bojkottal kapcsolatos legfontosabb dátumokat, történéseket.
- A Barátság-versenyek magyar érmesei és helyezettjei
- A Magyar Olimpiai Bizottság (MOB) 1982. április 15-én megválasztott tagjainak névsora.
- Névmutató: a könyvben szereplő, megszólaló politikusok, közszereplők és akkori titulusuk megnevezése.
- Rövidítések
- Felhasznált irodalom
- Köszönetnyilvánítás

## Könyvbemutató
Az eseményt 2014. november 26-án egy különleges történelmi helyszínen, az egykori Népstadionnak abban a szárnyában tartották, ahol (a két emelettel feljebbi sajtóteremben) a bojkottról szóló szavazást a Magyar Olimpiai Bizottság tagjai harminc évvel korábban megejtették. A Népstadion termét külön engedéllyel csak erre az alkalomra nyitottak meg. A sajtóbemutatóra a Magyar Olimpiai- és Sportmúzeum egy kamarakiállítást állított össze; így az újkori olimpiai játékokhoz kapcsolódó plakátok, fotók, valamint értékes olimpiai relikviák egészítették ki a könyvbemutatót.
A meghívott sportolók sorban szólaltak fel, elmondták mekkora törést jelentett pályafutásukban és életükben a bojkott. A női kosárlabdázók közül az egykori csapatkapitány, Kiss Lenke például könnyek között elevenítette fel, hogy ők Kubában – az itthoni történésekről mit sem tudva – éppen azon a napon harcolták ki az olimpiai szereplés jogát, amikor Budapesten megszületett a végleges döntés a távolmaradásról. A bemutatón felmerült a bocsánatkérés, valamint a sportolók megkövetésének lehetősége.
Az olimpiai bronzérmes és világbajnok vívó, Stefanek Gertrúd így fogalmazott: „Igaz mondás, hogy sírni csak a győztesnek szabad. De én sírtam, amikor megtudtam a hírt.” A korábbi öttusázó, 1988-ban csapatban olimpiai aranyérmes, a könyv bemutatója idején a Magyar Olimpiai Bizottság sportigazgatója, Fábián László egy felvetésre reagálva úgy fogalmazott, hogy magyar szempontból igen sikeres olimpia lehetett volna az 1984-es.

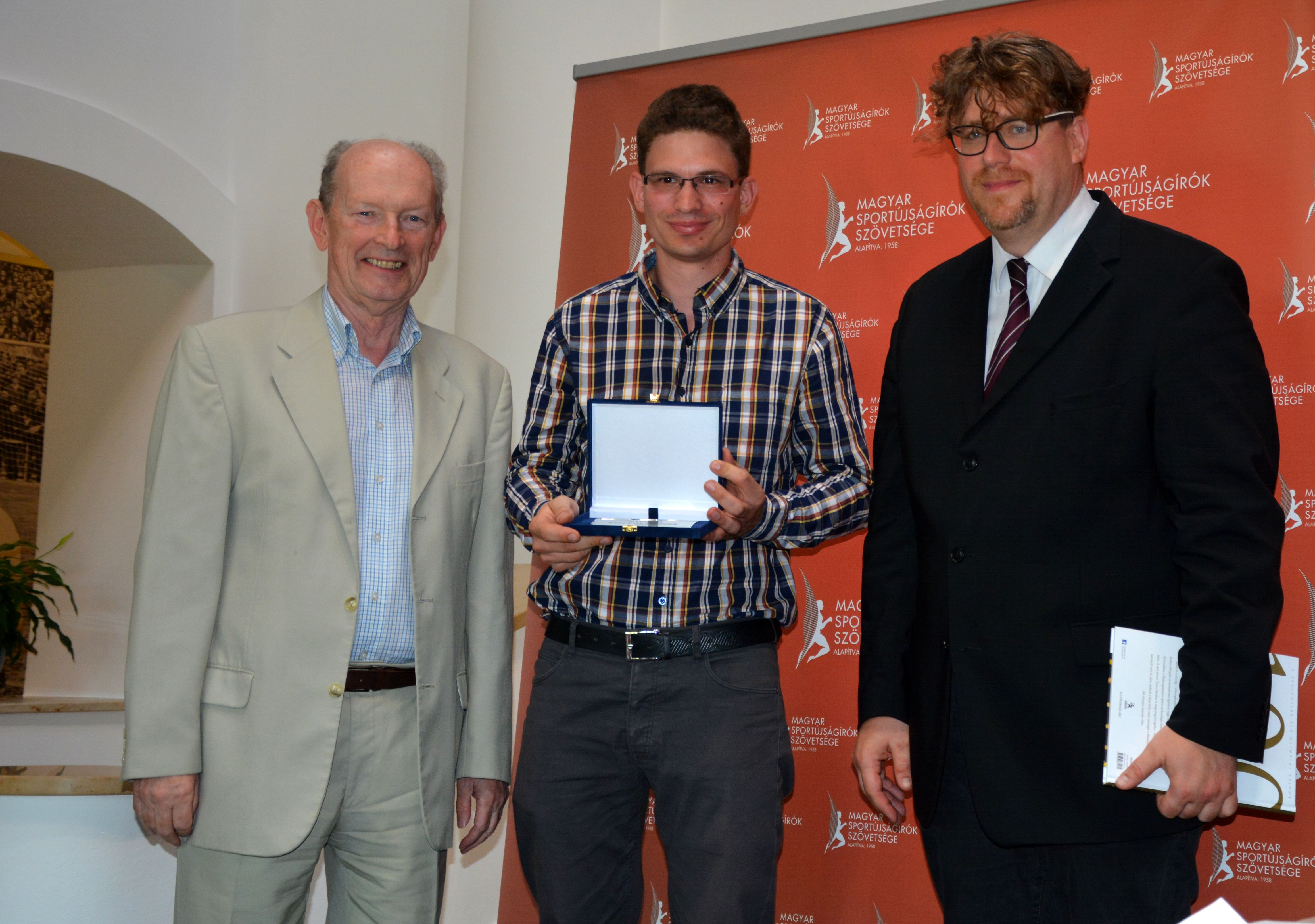
Novotny Zoltán sportújságíró, Radványi Benedek szerző, Szöllősi György MSÚSZ-elnök a díjátadón

## Díjak
- Nívódíj – Az év sportkönyve (a Magyar Sportújságírók szavazása alapján, 2015)